# Сражение при Меве
Сражение при Меве (швед. Slaget vid Mewe) или Сражение при Гневе — важнейшее военная операция первого этапа борьбы за устье Вислы (1626—1629) между шведскими войсками под командованием короля Густава II Адольфа и польскими войсками короля Сигизмунда III Вазы, проходившая с 22 сентября по 2 октября 1626 года.

## Военная ситуация

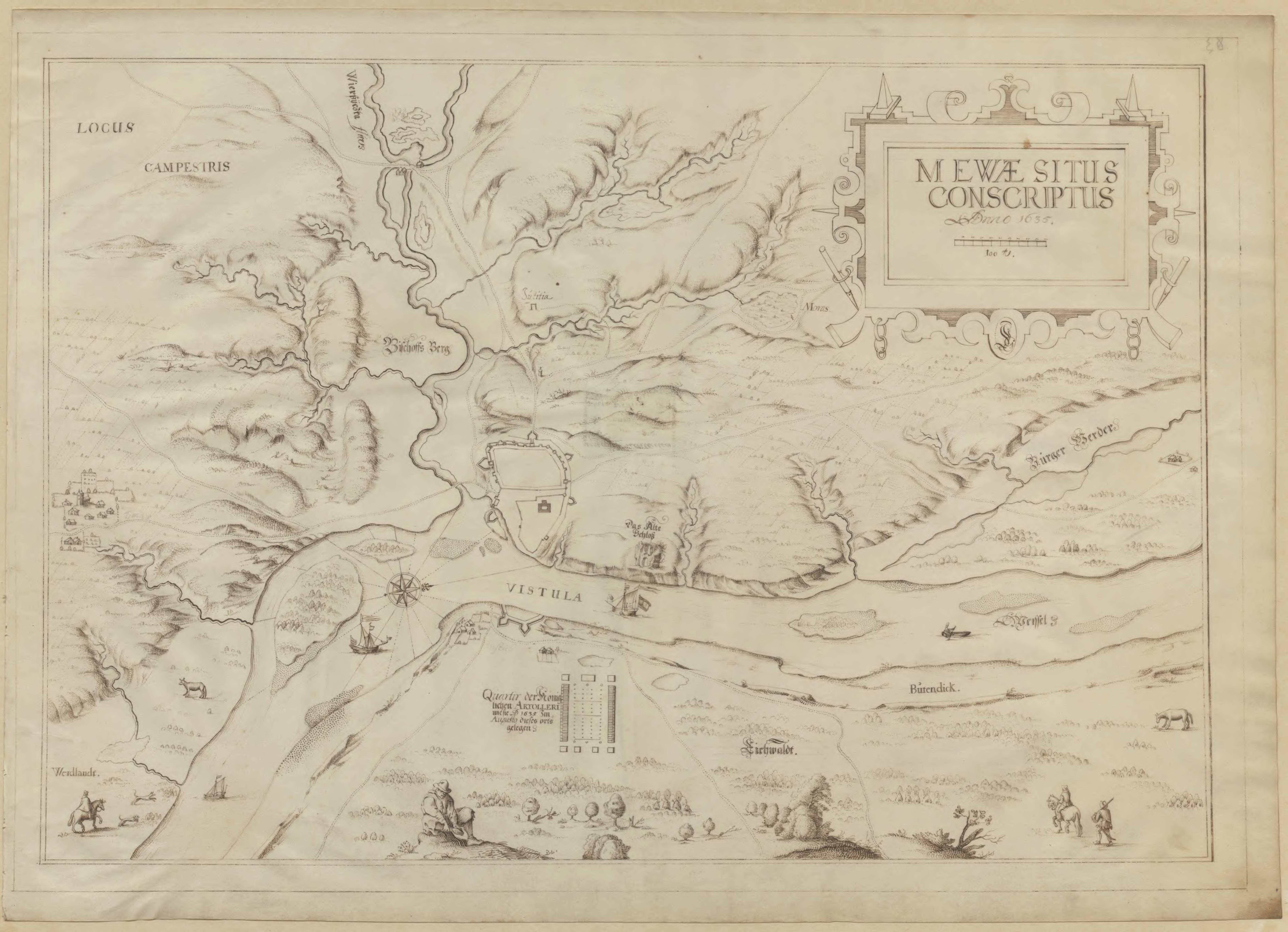
Карта места сражения

После успехов в Ливонии и Курляндии король Швеции начать наступление на Померанию. Перенеся военные действия на стратегически важные для Речи Посполитой земли, Густав Адольф хотел заставить Сигизмунда III заключить мир, по которому тот окончательно отказался бы от своих прав на шведскую корону. Шведы тщательно готовились к новому походу, создав мощный флот из 125 кораблей и транспортных судов с 14 000 солдат на борту.
В начале июля 1626 года шведский монарх начал боевые действия на новом Поморском театре военных действий, высадившись в Пиллау. Затем шведы предприняли стремительный марш от Пиллау в юго-западном направлении, на Вислу, захватив по пути Эльблонг и переправы через Вислу в Диршау (совр. Тчев) и Меве (совр. Гнев). Главной целью наступления шведов был Гданьск. Городской совет Гданьска решил быстро отремонтировать городские укрепления, чтобы защититься от ожидаемого нападения шведов, но было слишком мало времени, чтобы завершить работу. Двенадцатитысячная армия польского короля Сигизмунда III Вазы двинулась на помощь городу. Основные силы польской армии под командованием гетмана Станислава Конецпольского находились на Украине, охраняя юго-восточную границу от татарских нашествий, поэтому большую часть армии Сигизмунда (6780 кавалеристов, 4430 пехотинцев, 20 орудий) составляли войска, не имевшие боевого опыта.
Получив известие об осаде Сигизмундом замка Меве, который защищали 200 человек, Густав двинулся его спасать, потому что тот имел большое стратегическое значение для шведов и был нужен для прикрытия фланга Диршау, где была сконцентрирована часть армии.

## Ход боевых действий
Уже 22 сентября, в первый день сражения, польский монарх попытался решить его в свою пользу, воспользовавшись высокими боевыми качествами польской конницы. Однако местность не была благоприятной для кавалерийских атак. Насыпь и песчаная местность заставили атакующие польские гусарские хоругви разорвать строй. Этим воспользовавшись шведы и дали залп. Дезорганизованные польские войска начали отходить, освобождая место для кирасир, задачей которых был разгром шведской пехоты, заряжающей мушкеты. Чтобы остановить поляков, Густав Адольф послал эскадроны рейтаров, которые в сабельном бою отразили атаку кирасир. Очередная атака гусар во фланг противника также закончилась неудачей. Король Сигизмунд решил, что дальнейшие кавалерийские атаки бессмысленны. Польское командование также было удивлено новой тактикой шведской пехоты, впервые давшей одновременный залп из 6 шеренг вместо применявшейся ранее тактики «караколе». Таким образом шведы увеличили силу и плотность огня пехоты.
Бои возобновились 29 сентября, когда шведская пехота заняла холмы возле Гронува, которые несколько раз переходили из рук в руки. Вначале польская пехота атаковала шведские позиции, но была сдержана мушкетерами, затем началась атака кавалерией, но гусары и рейтары были отброшены шведской контратакой. Следующая польская атака провалилась после значительных потерь от шведской пехоты и артиллерийского огня, а также из-за труднопроходимой местности. В конечном итоге шведы сохранили холмы за собой и построили на них укрепления.
1 октября шведы силами около 4000 человек предприняли попытку прорваться к Меве, чтобы помочь осаждённому замку. Едва шведы начали выдвигаться на поле под Гронувом, как шесть раз подверглись атаке польской кавалерии. Шведы отступили обратно в укрепления, но не отказались от своих планов прорваться к Меве. Началась основная шведская атака вдоль Вислы. Там их встретил сюрприз — недавно возведенные польские укрепления на холмах перерезали коридор, перекрыв дорогу на Меве. Завязался бой, и, несмотря на неоднократные попытки, шведам не удалось прорвать польские позиции, и они отступили.
Вся польская армия развернула боевой порядок перед шведскими укреплениями. Сам Сигизмунд III рассчитывал на то, что шведы выйдут сражаться в открытое поле. Однако Густав Адольф не захотел покидать укрепленные позиции, которые давали ему преимущество перед польской кавалерией, поэтому Сигизмунд III решил вернуть армию в лагерь. Шведы также не остались на холме и вернулись в свой лагерь. Воспользовавшись темнотой и оставлением поляками позиций, защищавших доступ к Меве, Густав Адольф в ночь на 2 октября отправил на лодках припасы осаждённому гарнизону.
Шведы спасли Меве, но не собирались продолжать боевые действия, поэтому, когда 2 октября польская армия вышла на поле боя, шведы не выступили против нее. Ситуация оказалась патовой, и Сигизмунд отступил с поля боя и двинулся на север к Гданьску, чтобы защитить его и заодно запастись закончившимся порохом.
В результате недельного противостояния шведы предотвратили захват Меве (Гнева), но бои войск Сигизмунда III дали жителям Гданьска время укрепить город и одновременно связали силы противника.